# Bampur 14
Koordinaten: 27° 9′ 40″ N, 60° 23′ 19″ O
Bampur 14 ist die moderne Bezeichnung für einen bronzezeitlichen Friedhof im Südosten Iran, im Bampur-Tal. Er liegt südlich der Stadt Bampur, wo zeitgleiche archäologische Funde zu Tage kamen. Ausgrabungen fanden 2003 statt, wobei 15 Gräber freigelegt wurden, 10 davon enthielten noch nennenswerte Beigaben. Der Friedhof war schon vor der wissenschaftlichen Untersuchung das Ziel illegaler Grabungen. Die einstige Anzahl der Grabanlagen wird auf 150 geschätzt. Die Bestattungen datieren vom späten vierten bis ins frühe zweite Jahrtausend v. Chr.
Die Grabgruben sind rund, rechteckig oder unregelmäßig. Einige von ihnen sind mit Lehmziegeln ausgekleidet. Beigaben fanden sich meist eng am Körper der Toten, wobei die Erhaltungsbedingungen für Knochen ausgesprochen schlecht waren; meist fanden sich nur kleine Knochenfragmente. Nur in einem Fall konnte die Körperhaltung der Toten bestimmt werden: In Grab 15 fand sich die Leiche in einer leichten Hockerlage. Das wichtigste Fundgut waren Keramikgefäße. Das rechteckige Grab 10 enthielt 100 Gefäße, andere Gräber jedoch viel weniger. Andere Fundobjekte sind Perlen aus Stein und Knochen, Speere, Dolche, eine Axt und ein Siegel. Es fanden sich Fragmente von Steingefäßen und eine Steinsäule. Der Großteil der Gräber datiert vom Ende des vierten bis in die Mitte des dritten Jahrtausends v. Chr. Nur ein Grab ist später und datiert ans Ende des dritten oder an den Beginn des zweiten Jahrtausends v. Chr. Ein Großteil der Funde hat Parallelen in den Schichten der Siedlungsgrabung von Bampur.